# Wolf Christoph Zorn von Plobsheim
Wolf(gang) Christoph Zorn von Plobsheim (* 1. Dezember 1655 in Montbéliard; † 9. August 1721 in Gotha) war ein deutscher Architekt des Barocks sowie herzoglich sachsen-gothaischer Generalmajor und Kommandant von Gotha.

## Leben

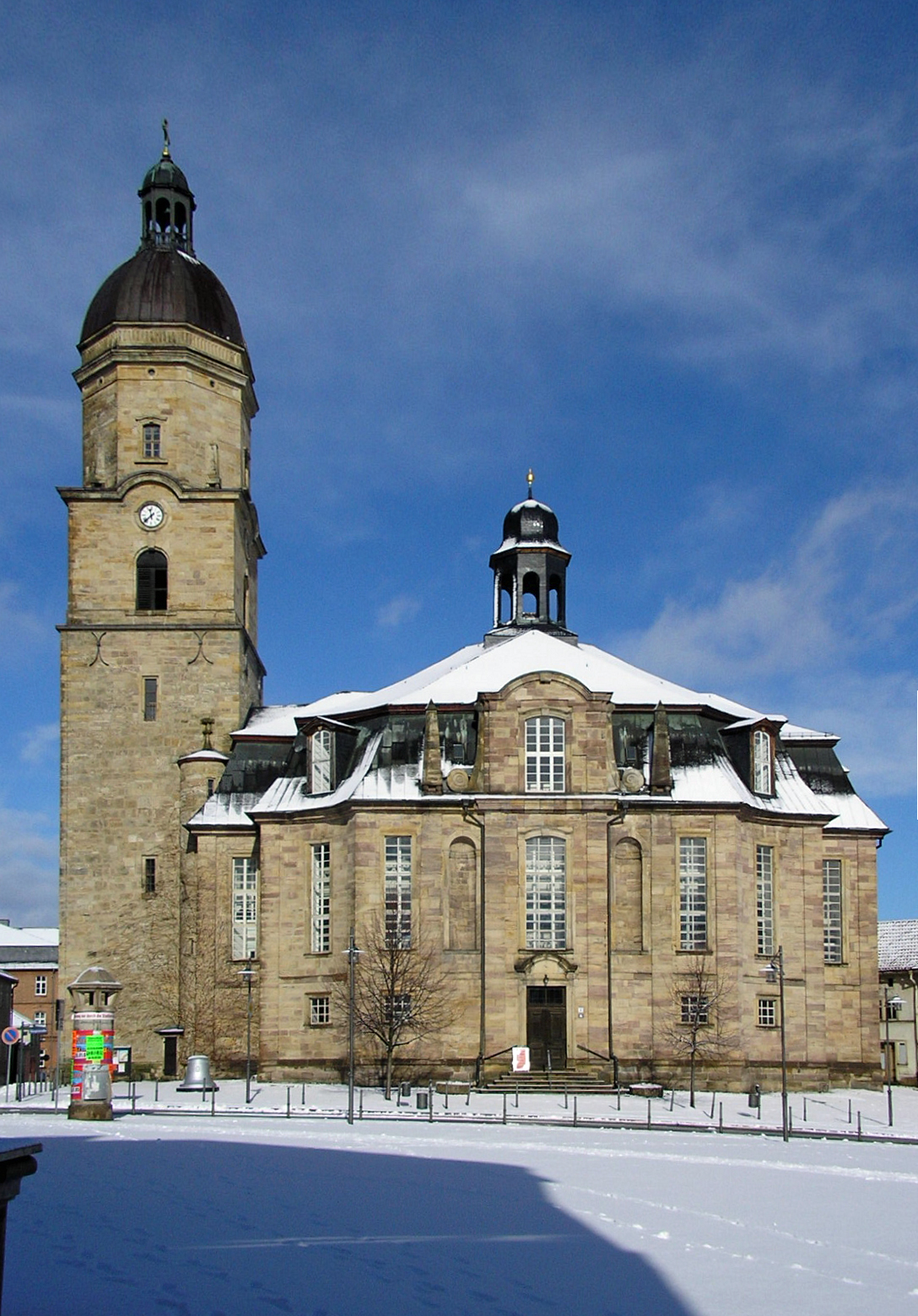
Stadtkirche „Zur Gotteshilfe“ in Waltershausen

Er entstammte elsässischem ritterbürtigem Adel, dem Geschlecht derer von Zorn, genauer ihrer zu Plobsheim begüterten Linie. Sein Vater war Nikolaus Zorn von Plobsheim (gest. 1705), seit 1691 Oberhofmeister Herzogin Christines von Sachsen-Gotha-Altenburg. Nach einer Ausbildung zum Offizier wurde von Plobsheim 1684 als Leutnant und Junker am gothaischen Hof angestellt. 1686 wurde er zum Kammerjunker befördert. Als Oberstleutnant und Amtshauptmann von Friedrichswerth begleitete er 1692/93 den Erbprinzen Friedrich (später Herzog Friedrich II.) und dessen Bruder Johann Wilhelm von Sachsen-Gotha-Altenburg auf ihren Bildungsreisen nach Holland und England. 1694 führte ihn eine Studienreise nach Italien. 1697 wurde von Plobsheim zum Stadtkommandanten Gothas ernannt, im Jahr darauf zum Obristenwachtmeister befördert. 1699 bekam er das Amt des Schlosshauptmanns und Kommandanten von Schloss Friedenstein übertragen. Darüber hinaus war er auch Kommandant der Artillerie.
1703 wurde er zum Oberst befördert und zum Baudirektor und Leiter des herzoglichen Bauamts ernannt. In dieser Eigenschaft oblag ihm in den Folgejahren die Verantwortung für sämtliche Bauten im Herzogtum Sachsen-Gotha-Altenburg. In den Jahren 1708 bis 1711 entstand im Auftrag Herzog Friedrichs II. von Sachsen-Gotha-Altenburg mit dem Sommerpalais Schloss Friedrichsthal in Gotha eines von Plobsheims wohl bedeutendsten Bauwerken. 1712 erfolgten seine Beförderung zum Generalmajor sowie die Bestallung als Oberbaudirektor des Herzogtums Sachsen-Gotha-Altenburg. 1719 lieferte von Plobsheim die Entwürfe für die Stadtkirche „Zur Gotteshilfe“ in Waltershausen, die als „bedeutendste Lösung des protestantischen Zentralbaus vor der Dresdner Frauenkirche“ gilt. Krankheitsbedingt konnte von Plobsheim die Arbeiten an dem Gotteshaus jedoch zunehmend nicht mehr selbst überwachen, weshalb die Ausführung von seinem Nachfolger als Oberbaudirektor Friedrich Wilhelm von Wurmb unter der Bauleitung von Johann Erhard Straßburger übernommen wurde.
Plobsheim verstarb kinderlos in der Residenzstadt Gotha, sein Grab auf dem auch Alter Gottesacker genannten einstigen Friedhof I (1904 beräumt, heute stehen an seiner Stelle das Alte Stadtbad und die Arnoldischule) ist nicht mehr erhalten.

## Bauwerke

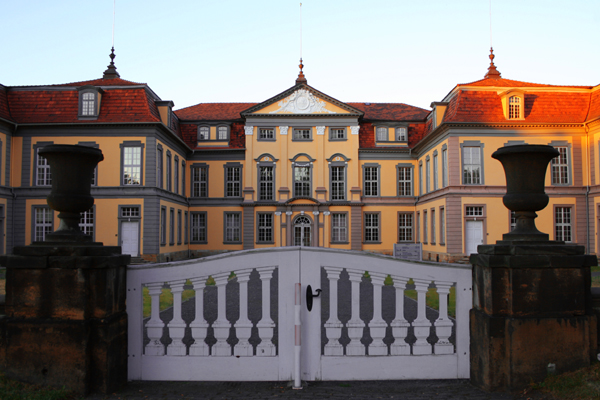
Schloss Friedrichsthal in Gotha

Von Plobsheim entwarf bzw. wirkte an u. a. folgenden Bauten:
- Lusthaus im östlichen Wallgarten des Schlosses Friedenstein in Gotha (um 1710; heute nicht mehr erhalten)
- Waisenhaus mit Stifts- und Waisenhauskirche „Zum Heiligen Geist“ in der Erfurter Straße in Gotha (1710–1712)
- Schloss Friedrichsthal in Gotha mit Barockgarten (1708–1711)
- Grottenhaus des Schlosses Friedrichsthal (1713–1717; nach 1855 abgebrochen)
- Hospital „Mariae Magdalenae“ in Gotha (1716–1719)
- Stadtkirche „Zur Gotteshilfe“ in Waltershausen (1719–1723)
- Schloss Tenneberg in Waltershausen (Entwurf des Festsaals im Westflügel und der Kapelle im Südflügel, 1720)
- „Innungshalle“ am Hauptmarkt Gotha (Umbau 1721)

## Sonstiges
Verwandte von Plobsheims waren als Autoren Mitglieder der Fruchtbringenden Gesellschaft:
- Franz Ludwig Zorn von Plobsheim – der Weiche
- Georg Dietrich Zorn von Plobsheim – der Leichternde